# Čičavica

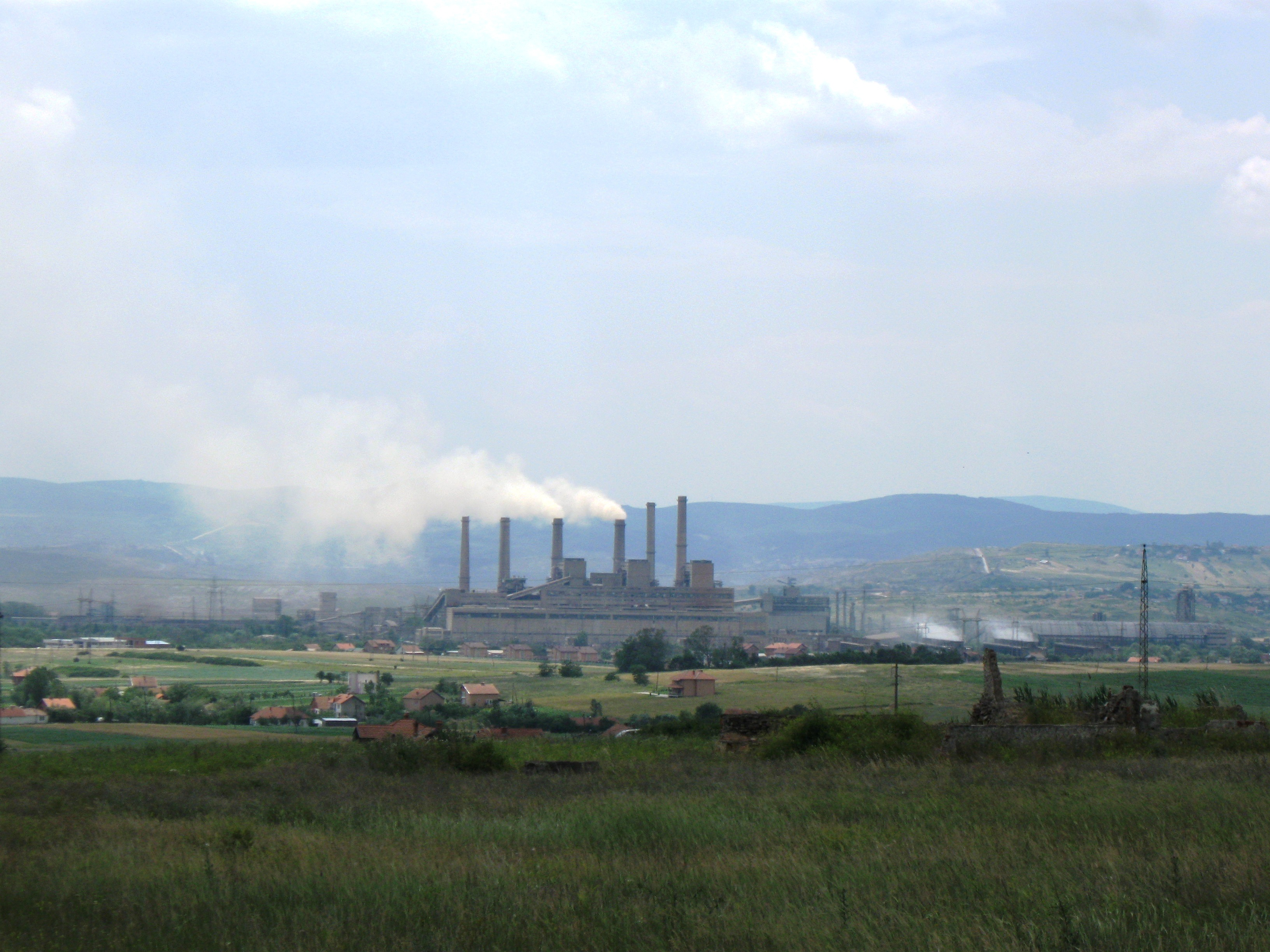
Pohoří Čičavica v pozadí za elektrárnou Kosovo A.

Čičavica (albánsky Çiçavicë, v srbské cyrilici Чичавица) je pohoří v centrální části Kosova. Táhne se severo-jižním směrem na rozloze asi 8 x 5 km. Představuje hlavní geografické rozhraní regionu Drenica a nížiny okolo kosovské metropole Prištiny a dalších měst v jejím okolí (Vučitrn, Kosovo Polje a dalších). Nejvyšší vrch pohoří dosahuje výšky 1091 m n. m.

## Historie
Až do Bitvy na Kosově poli se v pohoří nacházela řada pravoslavných klášterů. Ty byly následně opuštěny a během existence Osmanské říše se v lesích Čičavice skrývali hajduci. Jak Turci, tak později i Rakousko-uherská, potažmo bulharská armáda začaly lesy během jednotlivých vpádů na území Kosova plenit a využívat pro vojenské účely.
V průběhu první poloviny 20. století se v pohoří nacházelo několik menších povrchových uhelných dolů; na některých místech se nacházely rovněž kamenolomy, které sloužily pro místní obyvatelstvo jako zdroj stavebního materiálu v blízkých vesnicích.
V pohoří se zde skrýval také albánský povstalec Azem Galica (1889–1924).
Během války v Kosovu představovala Čičavica jednu z klíčových pozic Kosovské osvobozenecké armády. V letech 1998–1999 zde probíhaly těžké boje mezi jednotkami UÇK a Jugoslávské armády. Řada uprchlíků se rovněž v zalesněném horském hřebenu ukrývala před jednou či druhou stranou konfliktu.
Na nejvyšším bodě pohoří se v současné době nachází vysílač.